# Núria Cabanillas Provencio
Núria Cabanillas Provencio (Vilafranca del Penedès, 9 d'agost de 1980) és una exgimnasta rítmica catalana, tricampiona del món i medalla d'or als Jocs Olímpics d'Estiu de 1996.
El 1995 va passar a formar part del conjunt espanyol absolut de gimnàstica rítmica, després d'estar en el conjunt júnior i ser individual sènior. Des de llavors, totes les medalles que va obtenir en competicions oficials van ser assolides com a membre del conjunt espanyol. La seva primera competició important va ser el Campionat Europeu a Praga, on es va proclamar subcampiona d'Europa en la modalitat de 3 pilotes i 2 cintes, a més d'emportar-se dues medalles de bronze en el concurs general i a la final de 5 cèrcols. Aquest mateix any es va proclamar campiona del món per primera vegada. Seria en la competició de 3 pilotes i 2 cintes al Campionat del Món de Viena. A més d'aquest or, es va dur dues plates en el concurs general i a la final de 5 cèrcols.
L'any 1996 va conquerir el seu segon títol mundial a la final de 3 pilotes i 2 cintes al Campionat del Món de Budapest, competició en la qual es va dur també la plata en el concurs general. Aquest any va assolir el major èxit de la seva carrera esportiva al convertir-se en campiona olímpica en la modalitat de conjunts en els Jocs Olímpics d'Atlanta, amb les seves companyes Marta Baldó, Estela Giménez, Lorena Guréndez, Tania Lamarca i Estíbaliz Martínez. Després d'aquesta consecució, el conjunt va ser batejat pels mitjans com Las Niñas de Oro (les Nenes d'Or). El 1997 va ser subcampiona d'Europa en la modalitat de 5 pilotes i el 1998, encara que ja com a gimnasta suplent, va conquerir el seu tercer títol mundial en el Campionat del Món de Sevilla, aquest cop en 3 cintes i 2 cèrcols, a més d'assolir la plata en el concurs general. En el Campionat Europeu de Budapest del 1999 va ser medalla de bronze en la competició de 3 cintes i 2 cèrcols.
El 2013 es va estrenar a YouTube el documental Las Niñas de Oro, dirigit per Carlos Beltrán, que narra la història del conjunt campió olímpic a Atlanta a través d'entrevistes a les pròpies gimnastes, i el 2016 va assistir junt amb la resta de l'equip a la Gala 20è Aniversari de la Medalla d'Or a Atlanta '96 a Badajoz. Té diverses distincions, entre elles la Medalla d'Extremadura (1996), l'Ordre Olímpica del Comitè Olímpic Espanyol (1996), la Placa d'Or de la Reial Ordre del Mèrit Esportiu (1996), la Copa Baró de Güell en els Premis Nacionals de l'esport (1997), i la Medalla d'Or de la Reial Ordre del Mèrit Esportiu (2015). Un pavelló esportiu a Badajoz porta el seu nom des del 2007.
És l'única gimnasta espanyola a ser tres vegades medalla d'or en Mundials, encara que l'última d'elles ho va ser com a suplent de l'equip. En l'actualitat entrena al Club Gimnàstica Badajoz i imparteix anualment des de 2007 el Campus Internacional de Gimnàstica Rítmica Núria Cabanillas.

## Biografia esportiva

### Inicis i primeres competicions
Filla d'extremenys, Núria Cabanillas va néixer el 9 d'agost de 1980 a Vilafranca del Penedès, tot i que es va traslladar amb els seus pares a Badajoz l'any i mig d'edat. Es va iniciar en la gimnàstica rítmica als 8 anys. A Núria li agradava el ball i la música, motiu pel qual la seva mare, que practicava gimnàstica de manteniment, la va apuntar a classes de gimnàstica rítmica al Pavelló Las Palmeras. Després va estar uns anys a les Escoles Esportives Municipals per a posteriorment passar a al Club Padeba i al Club Gimnàstica Badajoz.
Després de ser convocada per Cathy Xaudaró i Consuelo Burgos, va formar part del conjunt júnior de l'equip nacional en el Campionat d'Europa de Tessalònica de 1994, quedant en 5a posició. El 1995 va assolir el bronze en el concurs general de la categoria d'honor del Campionat d'Espanya Individual a Alacant.

### Etapa en la selecció nacional

#### 1995: Arribada a l'equip i primer títol mundial a Viena
El 1995 va ser convocada per la seleccionadora Emilia Boneva per formar part de la selecció nacional de gimnàstica rítmica d'Espanya en categoria sènior. Primer va competir com a gimnasta individual en el Torneig Internacional de Portimão, on va obtenir la medalla de bronze a la general, però cap a maig d'aquest any va passar al conjunt, en el qual va romandre fins al 1999. Des de llavors, va conviure amb la resta de les components de l'equip en un xalet a Canillejas i va entrenar al Gimnàs Moscardón de dilluns a dissabte, primer unes 6 hores i després fins a 8 hores diàries l'any previ als Jocs Olímpics, en què van deixar d'anar a l'escola. El conjunt va ser entrenat per la mateixa Emilia Boneva i per María Fernández Ostolaza. La coreògrafa des de 1994 fins al 1998 va ser Marisa Mateo.

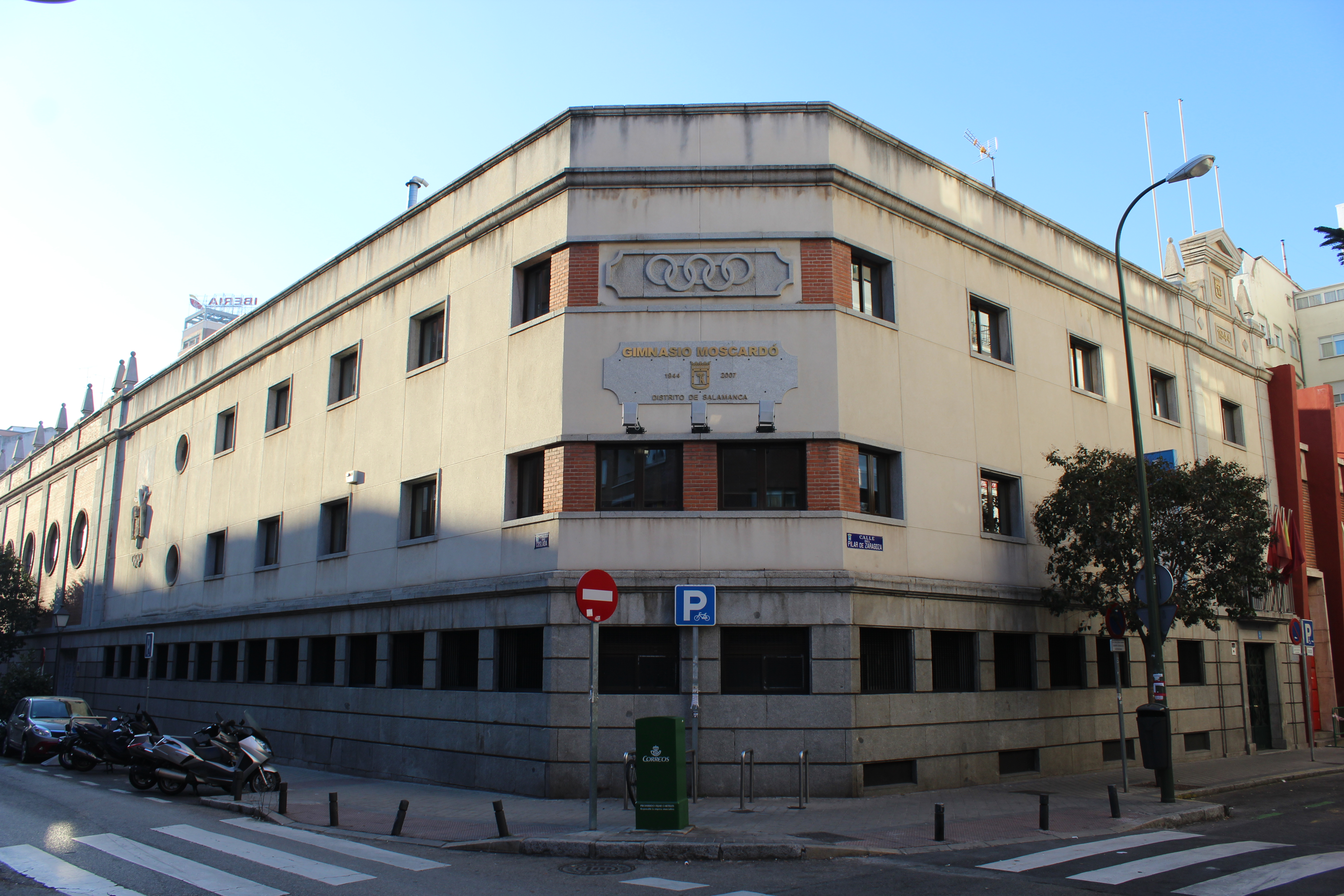
El Gimnàs Moscardón, al districte de Salamanca (Madrid), va ser el lloc d'entrenament de la selecció nacional de gimnàstica rítmica fins al 1997
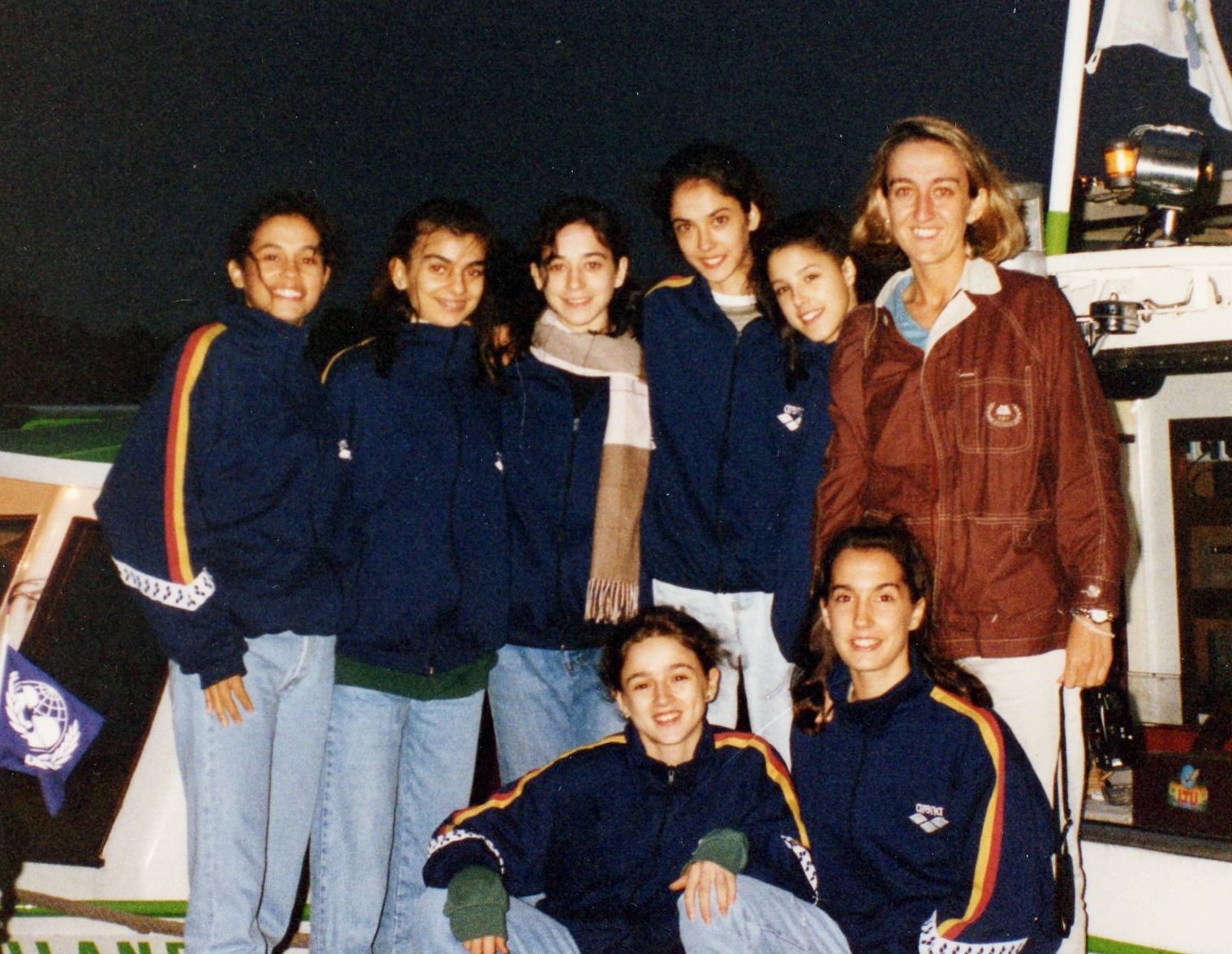
Nuria (asseguda, a l'esquerra) amb la resta del conjunt espanyol a París, 1995
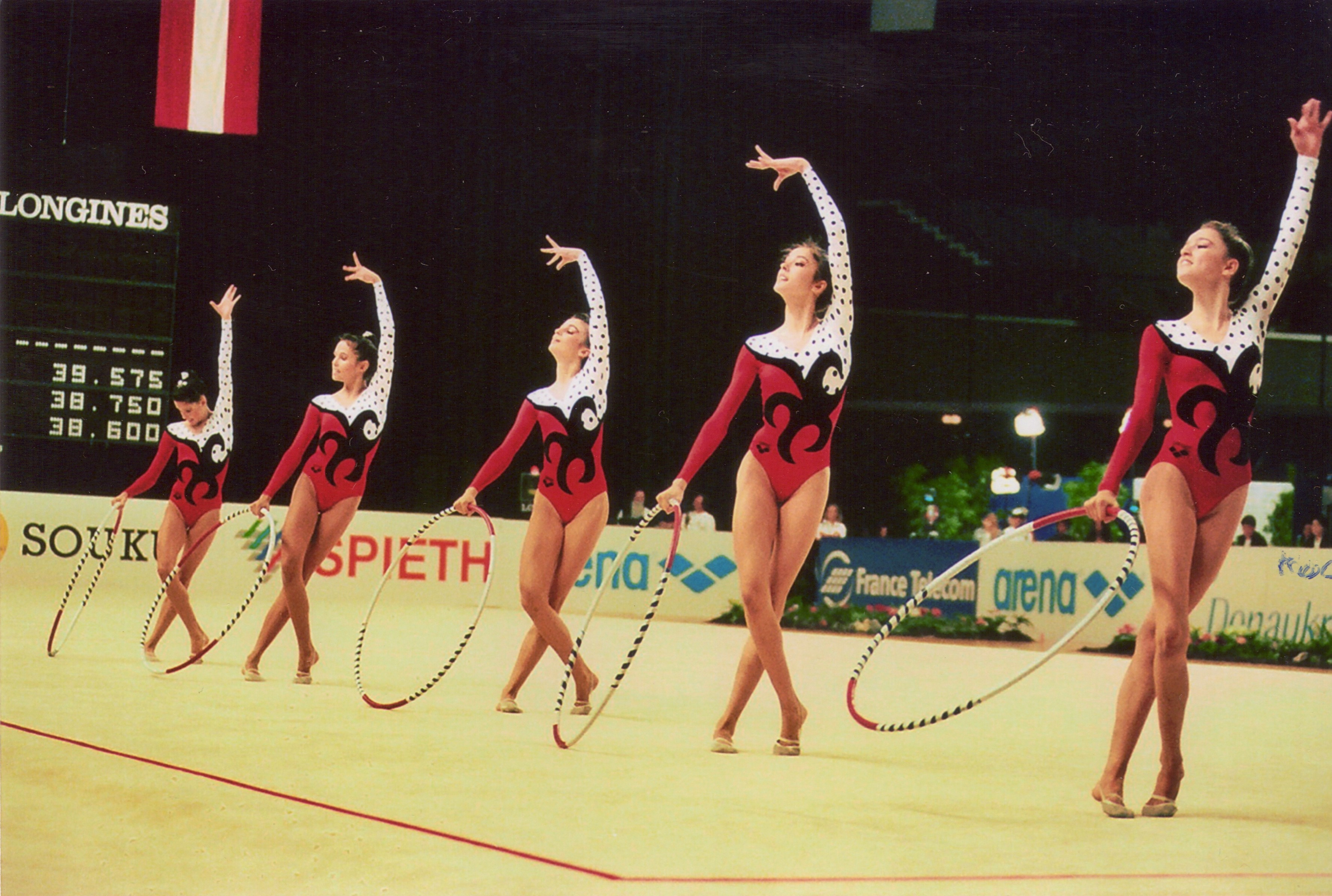
Conjunt espanyol a Viena, 1995
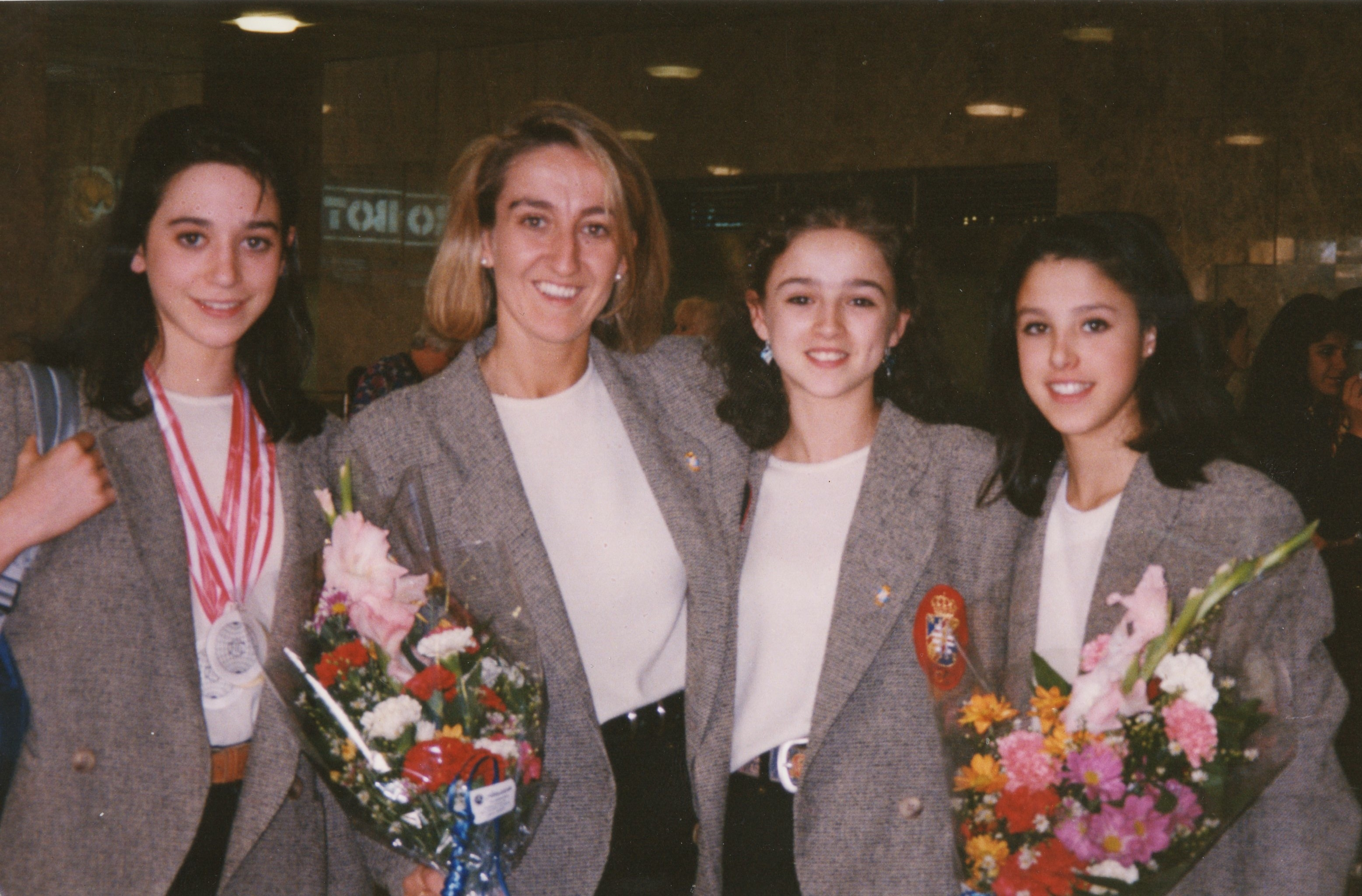
Núria (segona a la dreta) amb l'entrenadora Maria Fernández i les seves companyes Estíbaliz Martínez i Tania Lamarca a l'Aeroport de Barajas a la seva arribada de Viena, 1995

Aquest any hi va haver rotació dels aparells en els conjunts, per la qual cosa s'havien compost nous muntatges per als dos exercicis de l'equip. En l'exercici de 5 cèrcols es va usar una adaptació de la peça «Astúrias (Leyenda)», pertanyent a la Suite espanyola, Op. 47 d'Isaac Albéniz. El tango «Verano porteño», d'Astor Piazzolla, va ser el tema emprat en l'exercici de 3 pilotes i 2 cintes. Durant 1995 i 1996, Núria seria titular únicament en l'exercici de 5 cèrcols, mentre que en el de 3 pilotes i 2 cintes seria suplent.
El juliol va tenir lloc la seva primera competició important, el Campionat Europeu de Gimnàstica Rítmica celebrat a Praga. Allí va obtenir el tercer lloc en el concurs general i en el concurs de 5 cèrcols, i el segon lloc en el mixt de 3 pilotes i 2 cintes. En el concurs general, disputat en primer lloc, el combinat espanyol va assolir una nota de 18,900 en l'exercici de 3 pilotes i 2 cintes i de 19,725 al de 5 cèrcols, el que va sumar una puntuació acumulada de 38,625, obtenint així el tercer lloc per darrere de Bulgària i Rússia, que es van endur la medalla de plata i or respectivament. Aquest tercer lloc també els va donar la classificació per a les finals per aparells que es disputarien en la jornada posterior. En la competició de 3 pilotes i 2 cintes, les espanyoles van quedar segones a només 7 mil·lèsimes de la primera posició, que se la va endur en aquesta ocasió Bulgària. A la final de 5 cercles van tornar a quedar terceres, superades per les russes i les búlgares.
A finals d'agost van començar les competicions de preparació pel Campionat del Món de Gimnàstica Rítmica. Primer es va disputar a la ciutat holandesa de Deventer el torneig Alfred Vogel Cup, una de les competicions internacionals més importants. En aquesta cita, el conjunt espanyol va conquerir les tres medalles d'or disputades: la del concurs general, la de 5 cèrcols i la de 3 pilotes i 2 cintes. Dies després, l'equip espanyol va assolir la medalla de plata en el torneig International Group Màsters de Hannover, sent superat únicament pel conjunt rus.
Un mes després del torneig alemany, va tenir lloc el seu primer Mundial, el Campionat del Món de Viena, on, amb l'exercici de 3 pilotes i 2 cintes, va assolir la seva primera medalla d'or en aquesta competició, a més d'obtenir també dues medalles de plata en el concurs general i en el de 5 cèrcols. En primer lloc es va disputar el concurs general, en què les espanyoles van assolir una qualificació de 19,650 en l'exercici de 3 pilotes i 2 cintes, i de 19,750 en el de 5 cèrcols, que farien una nota acumulada de 39,400, sent superada aquesta puntuació només per Bulgària. Aquest segon lloc va fer que l'equip obtingués la classificació automàtica per a la competició de conjunts en els Jocs Olímpics d'Atlanta, que es disputarien un any després. La jornada següent, a la final del mixt, el conjunt espanyol va obtenir una nota de 19,800, superant en 25 mil·lèsimes a les búlgares, obtenint així la medalla d'or en la competició de 3 pilotes i 2 cintes. A la final de 5 cercles, va ser el conjunt búlgar què per 25 mil·lèsimes, va guanyar la competició per davant de les espanyoles, que obtindrien de nou una nota de 19,800.
Per 1996 la modalitat de conjunts s'anava a acceptar per primera vegada en els Jocs Olímpics, que es disputarien aquest any a Atlanta. Les integrants de l'equip van deixar d'anar al seu col·legi, el centre privat Nostra Senyora d'Altagracia, per concentrar-se en la preparació de la cita olímpica. Per a la nova temporada es van realitzar uns nous muntatges tant per a l'exercici de 3 pilotes i 2 cintes, com per al de 5 cèrcols. La música del nou exercici de cèrcols era una barreja de diverses cançons pertanyents a musicals estatunidencs, principalment «America», composta per Leonard Bernstein i inclosa a West Side Story, o «I Got Rhythm» i «Embraceable You», temes creats per George Gershwin i que van aparèixer a la banda sonora d'Un americà a París. Per la seva banda, en l'exercici de 3 pilotes i 2 cintes per a l'any 1996, es va emprar la melodia de «Amanecer andaluz», tema que ja havia fet servir Carmen Acedo en el seu exercici de corda de 1991, encara que amb altres arranjaments.
El novembre de 1995, l'equip espanyol va viatjar a Tòquio per participar en el torneig anual denominat Epson Cup, en què els dos millors conjunts de l'any competien amb l'equip japonès. Al desembre va tenir lloc una concentració de tot l'equip espanyol en el Centre d'Alt Rendiment de Sierra Nevada (Granada).

#### 1996: Segon títol mundial en Budapest i or en els Jocs Olímpics
Durant el primer semestre de 1996, el conjunt espanyol va participar en diverses competicions preparatòries, com Kalamata Cup, Karlsruhe, Corbeil o Ciutat de Saragossa, en què sempre ocuparia un lloc de medallista. A principis de maig van rebre al Gimnàs Moscardón la visita de la prestigiosa ballarina i coreògrafa cubana Alicia Alonso, que les va impartir una classe magistral. També van gravar en aquests mesos dos anuncis de televisió per Cola Cao, patrocinador del Programa ADO, i un altre per a Campofrío, llavors patrocinador de la Reial Federació Espanyola de Gimnàstica. Aquest any es va incorporar Lorena Guréndez, que al maig, poc abans del torneig preolímpic disputat a Saragossa, passaria a ser titular del conjunt en l'exercici de 3 pilotes i 2 cintes causa de la retirada de Maria Pardo. Per la seva banda, Estíbaliz Martínez va passar a ocupar també el lloc de titular que Maria havia deixat vacant en l'exercici de 5 cèrcols.
A finals de juny, a poc més d'un mes dels Jocs Olímpics, es va disputar el Campionat del Món de Budapest, on Cabanillas va assolir la seva segona medalla d'or en un Mundial, repetint en la competició de 3 pilotes i 2 cintes, a més d'obtenir una medalla de plata en el concurs general. El primer dia de la competició de conjunts va tenir lloc el concurs general, en què l'equip espanyol va obtenir una nota de 19,700 en els dos exercicis, que el va portar a la segona posició amb 39,400 punts, a dues dècimes del conjunt búlgar, que va repetir la medalla d'or obtinguda l'any anterior. A l'endemà es van disputar les dues finals per aparells. A la final de 3 pilotes i 2 cintes, les espanyoles, amb una puntuació de 19,816, revalidarien el títol obtingut al Mundial anterior en aquesta mateixa competició, aquest cop superant en 16 mil·lèsimes la nota de l'equip rus. A la final de 5 cercles, el conjunt espanyol es va haver de conformar amb el quart lloc amb una puntuació de 19,699.
A principis d'agost es va disputar la competició de conjunts en els Jocs Olímpics d'Atlanta. L'equip espanyol va arribar a la Vila Olímpica el 13 de juliol, arribant a participar en la desfilada dels esportistes durant la cerimònia d'obertura dels Jocs, que va tenir lloc el 19 de juliol. La competició de gimnàstica rítmica tindria lloc al Stegeman Coliseum, un pavelló situat a la ciutat d'Athens, a uns 100 km d'Atlanta. La selecció nacional va acudir a la cita olímpica amb un conjunt integrat per Nuria, Marta Baldó, Estela Giménez, Lorena Guréndez, Tania Lamarca i Estíbaliz Martínez. Només es van poder convocar a les sis gimnastes titulars per part del conjunt, de manera que la gimnasta suplent, Maider Esparza, es va quedar fora de la convocatòria. Igual que havia ocorregut anteriorment al Campionat del Món de Budapest, Lorena Guréndez va ser la gimnasta suplent en l'exercici de 5 cèrcols, mentre que Núria ho seria en el de 3 pilotes i 2 cintes.
El 1r d'agost van tenir lloc els preliminars, en els quals els nou conjunts que s'havien classificat per competir en els Jocs Olímpics es van disputar les sis places finalistes. En l'exercici de 5 cèrcols, l'equip espanyol va obtenir una puntuació de 19,500, i en l'exercici de 3 pilotes i 2 cintes, va assolir una nota de 19,466. Finalment el conjunt espanyol es va classificar per a la final en segona posició amb una nota acumulada de 38,966, a només 50 mil·lèsimes del primer lloc, que seria en aquesta ocasió pel conjunt búlgar.
El 2 d'agost va tenir lloc la gran final. A la primera rotació, la de 5 cèrcols, el conjunt espanyol es va poder posar primer amb una nota de 19,483, a només 17 mil·lèsimes del conjunt rus, que va quedar al seu torn per davant del búlgar. Quedava encara la rotació final, la de 3 pilotes i 2 cintes, exercici amb el qual les espanyoles havien sigut bicampeones del món. En aquesta segona i última rotació, la nota de 19,450 de les búlgares va ser igualada pel conjunt espanyol, assegurant-se així la medalla de plata. La puntuació final del conjunt seria de 38,933. Només el conjunt rus podia arrabassar-los la primera posició, però una mala nota d'execució a causa de diversos errors durant l'exercici va fer que no pogués superar en la puntuació definitiva a les espanyoles, que es van adjudicar finalment la medalla d'or. Va ser la gimnasta individual Almudena Cid, que es trobava seguint la competició, qui va córrer fins al vestuari en el qual es trobaven les gimnastes espanyoles per informar-les dels errors de les russes i que per tant havien de ser gairebé amb tota seguretat medalla d'or. El equip espanyol es va convertir amb aquest triomf en el primer campió olímpic de la història en la modalitat de conjunts, a més de tractar-se també de la primera medalla d'or olímpica en la gimnàstica espanyola. Cabanillas es va convertir en la segona esportista espanyola més jove en obtenir una medalla olímpica, a fer-ho amb 15 anys i 359 dies.
El conjunt espanyol, visiblement emocionat, va pujar al primer calaix de podi després Bulgària i Rússia, que van ser segon i tercer respectivament. Tot i que la Carta Olímpica prohibeix la publicitat en l'equipació esportiva, les gimnastes van portar al podi un maillot amb un logotip similar al de Campofrío, patrocinador de l'equip, després que fossin instades pel president de la Federació Espanyola de Gimnàstica a que ho fessin, motiu pel qual hi va haver una reclamació que finalment no va ser atesa. La cerimònia de lliurament de medalles d'aquesta competició, va ser el minut més vist d'Atlanta 1996 a Televisió Espanyola. Igual que la resta de la final olímpica, va ser narrada per aquest canal per la periodista Paloma del Río. Després de la seva arribada a Espanya, el conjunt va ser batejat per alguns mitjans amb el sobrenom de Las Niñas de Oro (Les Nenes d'Or).

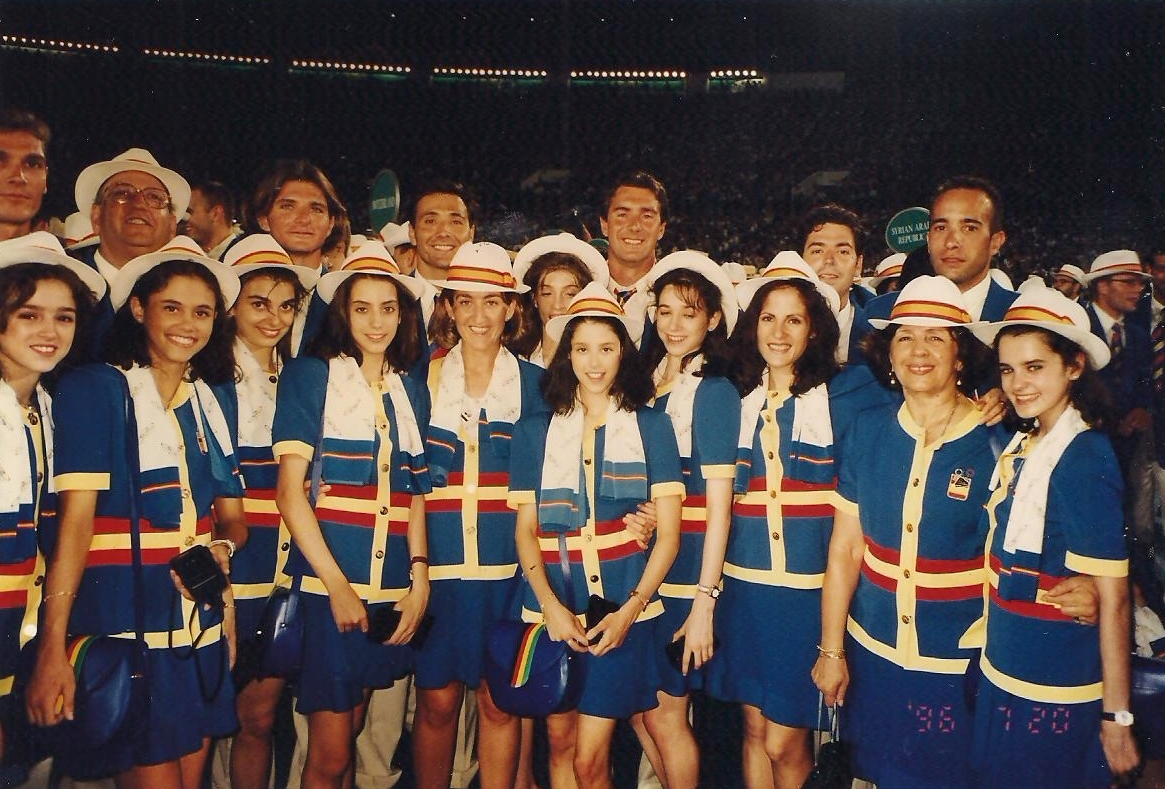
La selecció en la desfilada inaugural d'Atlanta 1996
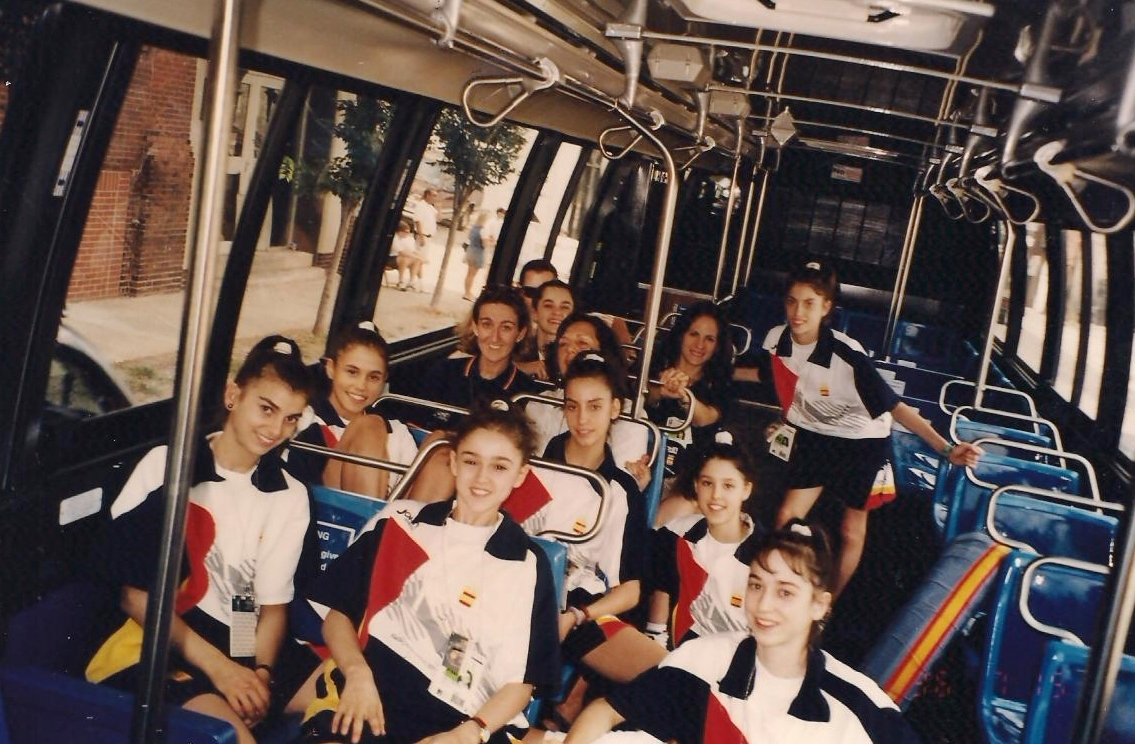
L'equip durant un trasllat amb autobús a Atlanta
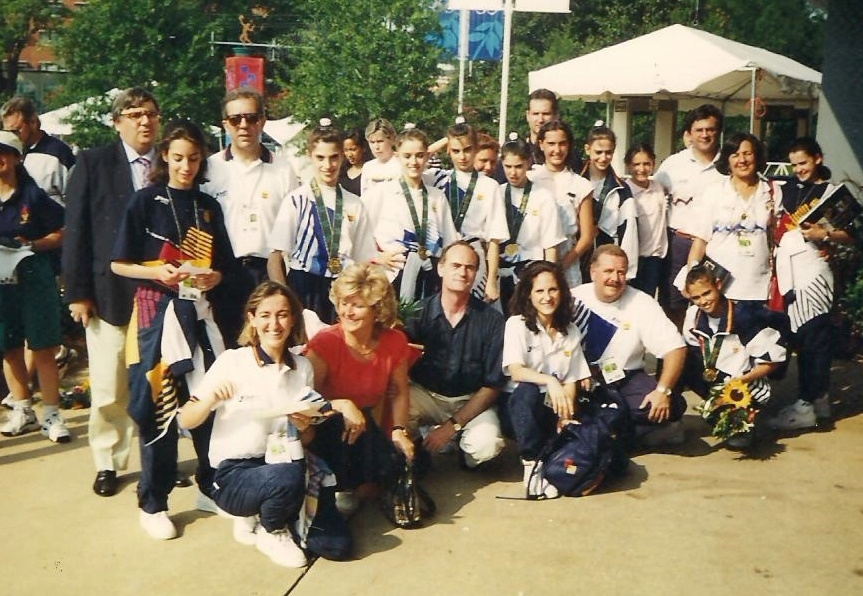
El conjunt amb la resta de la delegació
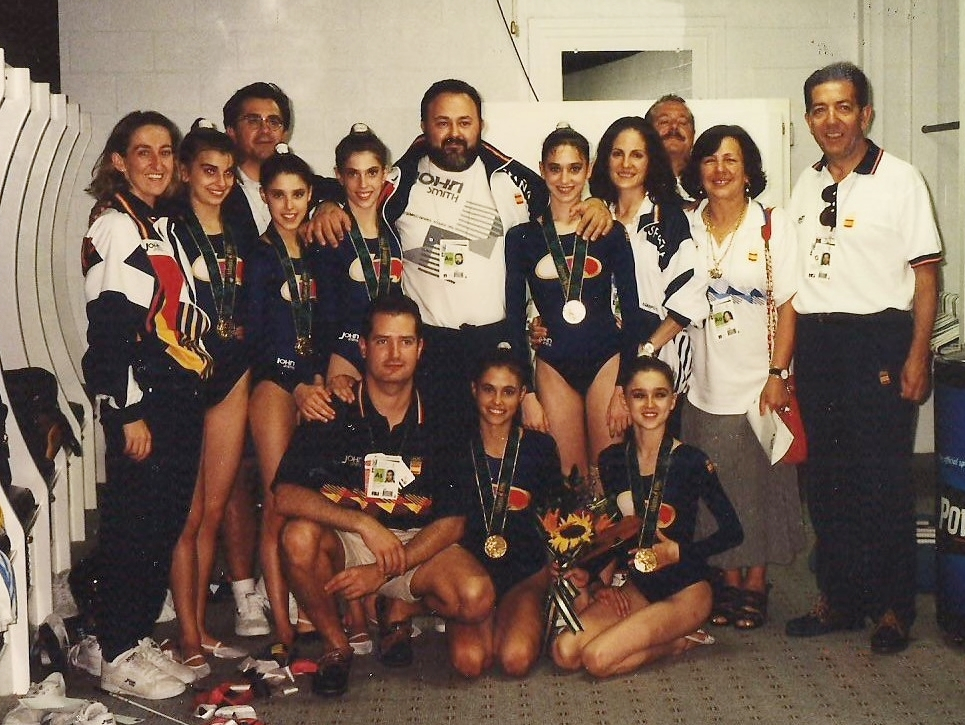
El conjunt espanyol després de guanyar la medalla d'or en els Jocs Olímpics d'Atlanta

A l'octubre, l'exgimnasta Maria Pardo va fer unes declaracions al diari El País en què va dir que la llavors seleccionadora Emilia Boneva era extremadament dura amb el menjar i amb els entrenaments. Maria havia abandonat la concentració de l'equip al maig, dos mesos abans de la cita olímpica, a causa que no va poder suportar la pressió a la qual es va veure sotmès el conjunt en aquesta època. Aquestes declaracions van ser recolzades per algunes antigues integrants de la selecció, mentre que les llavors gimnastes de l'equip espanyol, entre les que es trobava Núria, van dir que Maria no comptava tota la veritat en alguns aspectes. Les integrants del conjunt van acudir poc després al programa Dia a dia de Telecinco, presentat per María Teresa Campos, on van explicar la seva experiència i van defensar a Emilia.
Entre el 31 d'octubre i el 2 de novembre, el conjunt va participar en una gira d'exhibicions anomenada Gala de les Estrelles, organitzada pel patrocinador de l'equip, i que va passar per Madrid, Saragossa i Barcelona. En aquestes gales, a més del conjunt, que realitzava els dos exercicis d'aquell any, van actuar també altres gimnastes nacionals i internacionals destacats, tant de gimnàstica rítmica com d'artística. Posteriorment, les integrants del conjunt espanyol es van desplaçar a Tòquio per participar en la Epson Cup, on van obtenir la medalla de plata. A finals de novembre, van viatjar a Colòmbia per realitzar una gira d'actuacions a Medellín, Cali i Bogotà. Els diners recaptats va ser destinat a crear centres d'atenció mèdica i hospitalària en els sectors amb menys recursos de Colòmbia. Fins a final d'any, el conjunt seguiria participant en nombroses exhibicions per tot Espanya a ciutats com Alacant, Palència, Vitòria, Sevilla o Burgos. L'última va tenir lloc el 22 de desembre a Pamplona, on va ser homenatjada Maider Esparza en el seu comiat de l'equip.
Cabanillas, junt amb la resta de components del conjunt guanyador de la medalla d'or en els Jocs Olímpics d'Atlanta, va rebre els mesos posteriors nombrosos reconeixements i distincions, entre ells, l'Ordre Olímpica, atorgada pel COE, la Placa d'Or de la Reial Ordre del Mèrit Esportiu i la Copa Baró de Güell, atorgades pel Consell Superior d'Esports. També se li va concedir la Medalla d'Extremadura, atorgada per la Junta d'Extremadura, i va ser nomenada Filla Predilecta de la ciutat de Badajoz. Arran d'aquest triomf, va començar a ser coneguda a la seva ciutat com el «Gran Tresor del Gurugú», que és el barri de Badajoz en el qual va créixer.

#### 1997: Europeu de Patras
El 1997, les components de l'equip van traslladar la seva residència del xalet de Canillejas a un edifici annex a l'INEF, i van començar a entrenar al Centre d'Alt Rendiment de Madrid. María Fernández era des de desembre la nova seleccionadora nacional, després de la marxa d'Emilia Boneva, que havia estat operada al novembre de cor. A principis d'any es van incorporar al conjunt Marta Calamonte, Carolina Malchair i Sara Bayón. A l'abril, després de la retirada de Marta Baldó, Estela Giménez i Estíbaliz Martínez, i per la lesió de Marta Calamonte es va incorporar a més Esther Domínguez. Cabanillas va ser titular aquest any en els dos exercicis, el de 5 pilotes, i el de 3 pilotes i 2 cintes. El primer tenia com a música una barreja de cançons d'Édith Piaf, com «Non, je ne regrette rien» o «Hymne à l'amour», mentre que el de pilotes i cintes usava «Las cosas del querer», composta per Quintero, León i Quiroga.
Després d'alguns tornejos com el Ciutat d'Eivissa o el Gran Trofeu Campofrío, Núria va disputar l'europeu de Patres, on va assolir un quart lloc en el concurs general, a més d'una medalla de plata en 5 pilotes i una altra de bronze en 3 pilotes i 2 cintes. El primer dia, amb una nota acumulada de 38,300 en el concurs general, es van quedar a 50 mil·lèsimes del podi. En les finals per aparells de l'endemà van obtenir una nota de 19,600 en l'exercici de 5 pilotes, que les va atorgar la medalla de plata. En l'exercici mixt de 3 pilotes i 2 cintes van assolir una nota de 19,500 que les va portar al tercer calaix del podi. El conjunt estava integrat llavors per Núria, Sara Bayón, Esther Domínguez, Lorena Guréndez, Tania Lamarca i Carolina Malchair, i Marta Calamonte com a suplent. Posteriorment es disputaria la Epson Cup de Tòquio (Japó), on el conjunt espanyol va obtenir la medalla d'or, encara que Núria no va ser convocada i no viatjaria a aquesta última competició, ja que la seleccionadora li va imposar aquest càstig per haver pujat de pes.

#### 1998 - 1999: Suplència i tercer títol mundial en Sevilla
El 1998 va ser apartada de la titularitat per convertir-se en la gimnasta suplent del conjunt en les competicions. Aquest any, els dos exercicis del conjunt van ser el de 3 cintes i 2 cèrcols, i el de 5 pilotes, que van emprar com a música la sevillana «Juego de lluna i arena» (inspirada en un poema de Lorca) i el tango «El vaivén» respectivament, dos temes de José Luis Barroso. Després de disputar l'equip alguns tornejos preparatoris a Calamata i Budapest, al maig va assolir el seu tercer or mundial en el Campionat de el Món de Sevilla. Va ser en la competició de 3 cintes i 2 cèrcols, on el conjunt va assolir superar a Belarús amb una puntuació de 19,850. A més, el primer dia l'equip havia obtingut la medalla de plata en el concurs general amb una nota acumulada de 39,133. Van ocupar el 7è lloc en la competició de 5 pilotes. El combinat nacional va rebre en aquest campionat el Premi Longines a la Elegància, un trofeu que sol lliurar la marca de rellotges homònima i la FIG durant les competicions internacionals de gimnàstica destacades. Durant el Mundial, Núria es va retrobar a més amb les seves companyes de l'equip del 1996 amb què va ser medalla d'or a Atlanta. El conjunt de 1998 el compondre, a més de Núria, Sara Bayón, Marta Calamonte, Lorena Guréndez, Carolina Malchair, Beatriz Nogales i Paula Orive.
El 1999, Cabanillas va seguir sent gimnasta suplent de l'equip. Nancy Usero era la nova seleccionadora i entrenadora del conjunt. Nancy va comptar aquesta temporada amb Dalia Kutkaite com a assistent i entrenadora del conjunt júnior, i amb Cristina Álvarez com a coreògrafa el primer any. Els dos exercicis aquest any van ser el de 3 cintes i 2 cèrcols, i el de 10 maces, el primer amb «Zorongo gitano» i el segon amb «Babelia» de Chano Domínguez, Hozan Yamamoto i Javier Paxariño, com a música durant el 1999. El conjunt titular el va compondre aquest any Sara Bayón, Marta Calamonte, Lorena Guréndez, Carolina Malchair, Beatriz Nogales i Paula Orive. A finals de maig es va disputar el Campionat Europeu a Budapest. En el concurs general, el conjunt va quedar en 7a posició, a causa d'una mala qualificació en l'exercici de 10 maces. En la competició de 3 cintes i 2 cèrcols va obtenir la medalla de bronze. L'agost el conjunt va assolir la medalla de plata en 3 cintes i 2 cèrcols al DTB-Pokal de Bochum. A finals de setembre es va disputar el Campionat del Món d'Osaka, la seva quarta participació mundialista. El conjunt va quedar en 7a posició en el concurs general, el que les va donar la classificació per als Jocs Olímpics de Sydney de l'any següent. Posteriorment, va ocupar el 6è lloc tant en l'exercici de 3 cintes i 2 cèrcols com en el de 10 maces.

### Retirada de la gimnàstica
Es va retirar professionalment el 1999. El 5 d'agost de 2000 va participar al costat d'algunes de les seves excompanyes de la selecció en un homenatge a Emilia Boneva durant el Campionat d'Espanya de Conjunts de Gimnàstica Rítmica celebrat a Màlaga, en què van realitzar un exercici muntat especialment per a l'ocasió que estava inspirat en el de 5 cèrcols de 1996 i que havien entrenat les setmanes prèvies amb l'ajuda d'Ana Bautista. La pròpia Emilia va viatjar des de Bulgària per assistir a l'esdeveniment, encara que sense tenir coneixement que diverses de les seves antigues pupil·les li anaven a fer un homenatge. Marta Baldó no va poder participar en l'acte. Lorena Guréndez va assistir, però no va realitzar l'exercici a l'ésser component encara de la selecció nacional. L'encarregat d'organitzar el retrobament va ser Carlos Pérez, llavors Relacions Externes del Programa ADO, després que les pròpies Nenes d'Or li comentessin la idea. Dies després tornarien a fer l'exercici a Manzanares el Real (Madrid), sent aquesta l'última vegada que es van retrobar amb Emilia.
El 23 de novembre de 2000, la Federació Espanyola de Gimnàstica va pagar el deute que tenia amb les sis gimnastes del conjunt que havia obtingut la medalla d'or a Atlanta. El 1996, l'Assemblea General de la Federació Espanyola de Gimnàstica havia acordat un premi de 5 milions de pessetes (30.120 euros) per gimnasta en cas que assolissin la medalla d'or en els Jocs Olímpics. Aquest premi era diferent a què va pagar el COE a les gimnastes per assolir la medalla d'or, encara que tenia el mateix import. Després de la celebració de les Olimpíades, la Federació no reconeixia aquest premi, de manera que les gimnastes, instades per la periodista Cristina Gallo, van decidir denunciar el cas al Consell Superior d'Esports i acudir a un advocat. A més, la Federació devia a diverses gimnastes diners de la gira d'exhibicions de 1996, de beques, de contractes d'imatge i d'alguns premis de tornejos i campionats. Les pressions d'alguns mitjans de comunicació (principalment el programa de ràdio en què treballava Cristina, Supergarcía, presentat per José María García), van fer que a finals de 2000 l'Estat habilités un compte perquè la Federació pagués finalment la totalitat del deute contret, que estava al voltant dels 41 milions de pessetes (uns 247.000 euros).

El 16 d'octubre de 2001, Núria va comparèixer al Senat en la «Comissió especial sobre la situació dels esportistes al finalitzar la seva carrera esportiva». En la mateixa, va mostrar el seu desacord amb les decisions de l'entrenadora María Fernández respecte al pes, i va denunciar a més la situació d'abandonament i indefensió que van viure les gimnastes del conjunt després de la seva retirada, no rebent cap ajuda ni orientació de la Federació en la seva adaptació al «món real» i enfrontant-se més a impagaments per part d'aquesta. La senadora i també exesportista Miriam Blasco, que era presidenta de la comissió, va presentar a l'octubre de 2004 les conclusions de la mateixa al Govern, i al desembre de 2007 es va assolir que s'aprovés una reforma de llei que preveia diverses de les mesures sol·licitades per Senat per intentar corregir aquesta situació, que era relativament comuna entre esportistes de diferents disciplines.
| « | Quan era gimnasta tenia la sensació que les persones de la Federació em feien servir com si fos una màquina, però després, quan va acabar aquell període, sentia que ja no servia per a res, sobretot, perquè vaig estar donant tot el que tenia i, a l'acabar, no tenia absolutament res. | » |
| — Nuria Cabanillas, en la «Comissió especial sobre la situació dels esportistes al finalitzar la seva carrera esportiva». | |   |

A l'abril de 2002, les components del conjunt de 1996 van tornar a reunir en el V Certamen de Gimnàstica Rítmica Interescolar, que va ser organitzat per mt a Saragossa i on cinc d'elles van realitzar un dels exercicis d'Atlanta, a més de rebre un homenatge. Núria i Lorena Guréndez no van poder assistir a la setmana en què es va entrenar l'exercici, però sí van acudir a l'acte.
L'agost de 2006, junt amb la resta de les seves excompanyes de la selecció nacional de 1996, va acudir a un retrobament que va tenir lloc a Àvila durant tres dies amb motiu del 10è aniversari de la consecució de la medalla d'or a Atlanta 1996. Aquesta trobada ho va organitzar Carlos Beltrán amb la seva productora, Klifas dreams, amb l'objectiu de gravar un documental en què elles mateixes expliquessin la seva història, encara que no es va estrenar fins a anys més tard sota el títol Las Niñas de Oro. El 30 de novembre de 2006, les sis campiones olímpiques a Atlanta van assistir a la Gala Anual de la Reial Federació Espanyola de Gimnàstica, celebrada a Madrid, en la qual van ser a més homenatjades.

Al desembre de 2013 es va estrenar a YouTube el documental Las Niñas de Oro, gravat durant el retrobament de les set excomponents del conjunt el 2006. Dirigit per Carlos Beltrán i de 54 minuts de durada, es va presentar dividit en cinc parts, sent la primera pujada el dia 9 i l'última el dia 26. El documental narra, a través d'entrevistes a les pròpies gimnastes, l'abans, el durant i el després de la medalla d'or d'Atlanta.

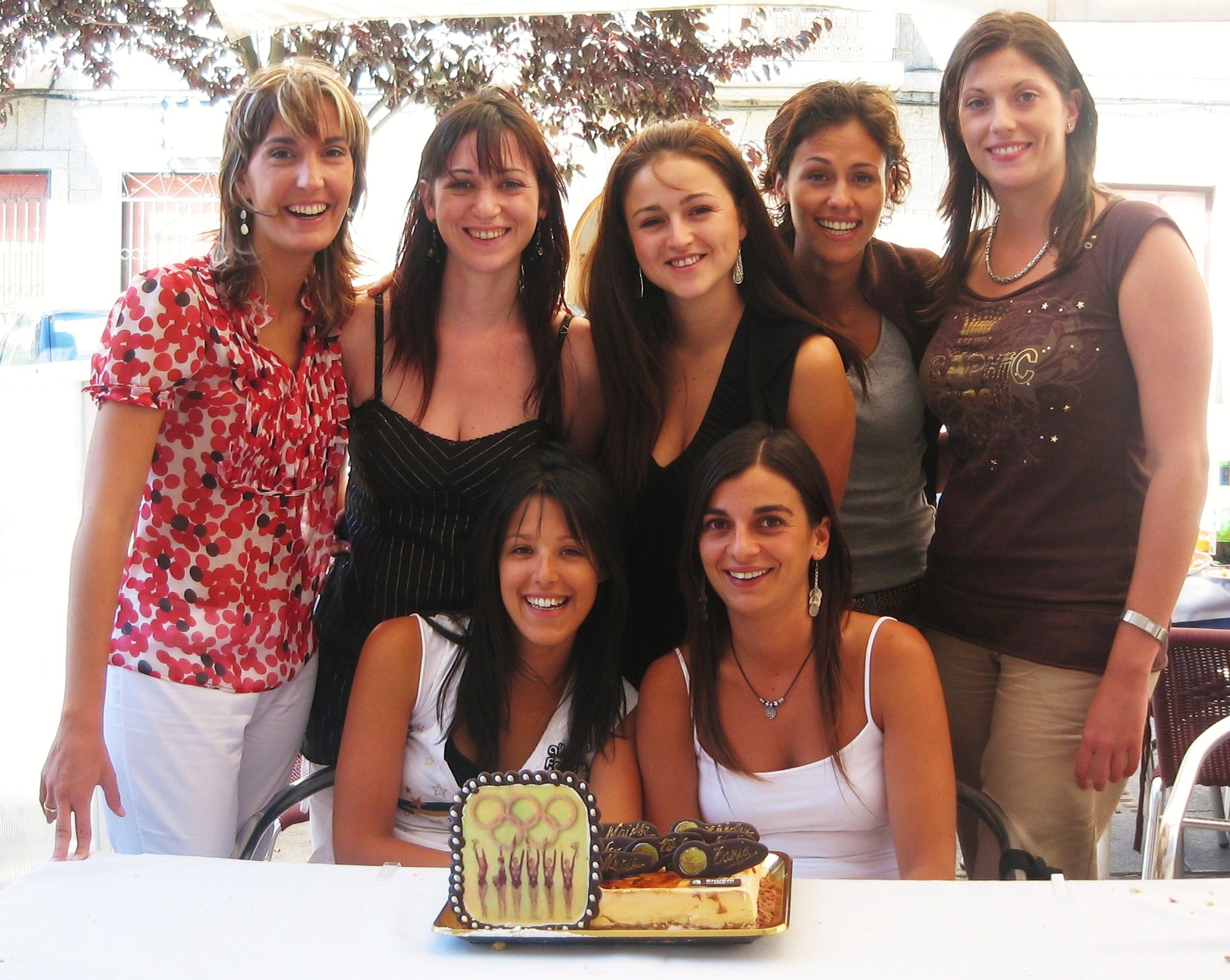
Núria (de peu, al centre) al costat de la resta del conjunt d'Atlanta 1996 en un retrobament el 2006 registrat en el documental Las Niñas de Oro
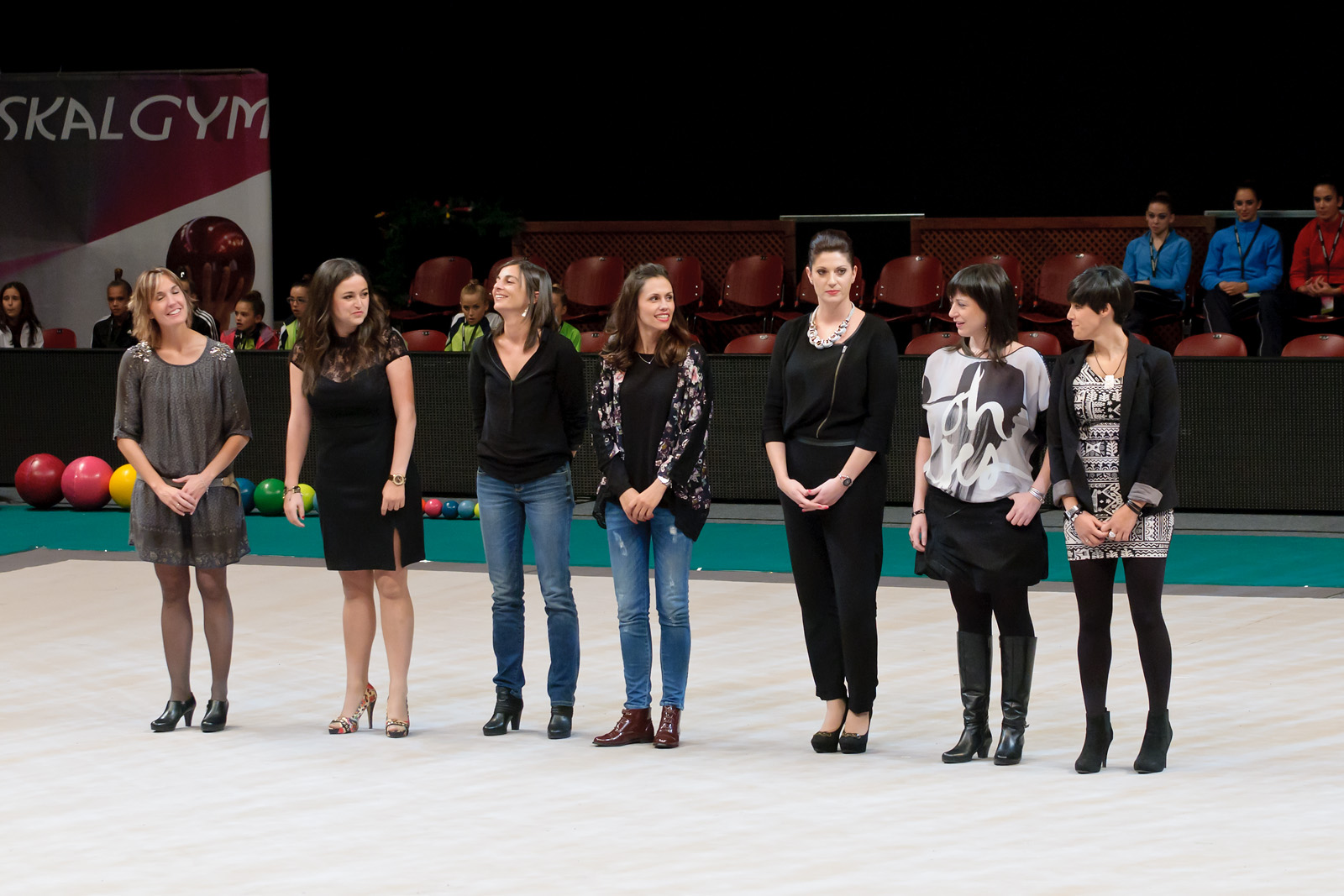
Núria (segona per l'esquerra) i les altres Niñas de Oro en l'homenatge a l'Euskalgym 2014
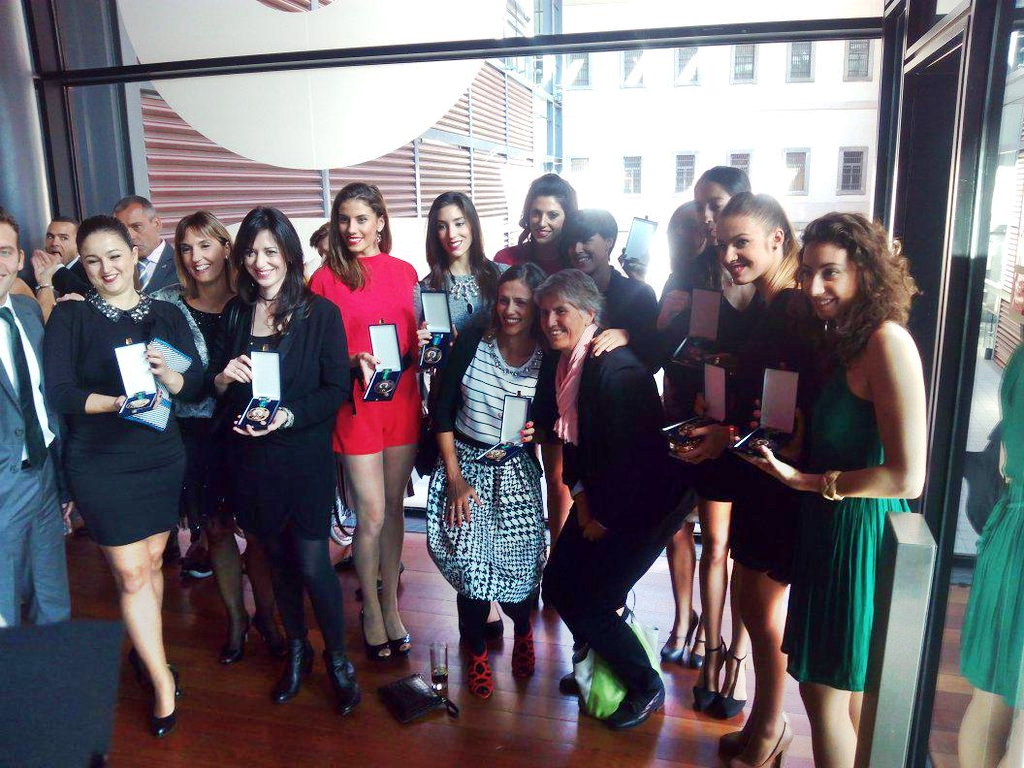
Las Niñas de Oro junt amb El Equipaso i Paloma del Río en la entrega de la ROMD (2015)

El 8 de novembre de 2014, les set integrants del conjunt de 1996 van ser homenatjades en la IX Gala Internacional de Gimnàstica Rítmica Euskalgym, que es va celebrar per primera vegada a Vitòria. En la mateixa, es va dur a terme una projecció d'imatges sobre el tapís consistent en els noms de les gimnastes amb el logotip dels Jocs Olímpics d'Atlanta 1996 i la medalla d'or de fons, mentre sonava la música del seu exercici de cèrcols en aquells Jocs Olímpics. A continuació, les set gimnastes van sortir a la pista per rebre la Medalla Euskalgym i una placa commemorativa de mans de José Luis Tejedor i Javier Maroto, president de la Federació Basca de Gimnàstica i alcalde de Vitòria respectivament, davant la presència de les gairebé 9.000 persones que van assistir a la gala al Fernando Buesa Arena. Va ser el primer retrobament de les Nenes d'Or al complet després de la reunió de 2006.
El 14 d'octubre de 2015, les sis campiones olímpiques a Atlanta, entre elles Núria, van rebre la Medalla d'Or de la Reial Ordre del Mèrit Esportiu, atorgada pel Consell Superior d'Esports, la màxima distinció que pot obtenir un esportista espanyol. El guardó les havia estat concedit el 28 de juliol del mateix any. L'acte de lliurament va ser presidit per Íñigo Méndez de Vigo, Ministre d'Educació, Cultura i Esport, i per Miguel Cardenal, president del Consell Superior d'Esports, i va tenir lloc a l'auditori del Museu Nacional Centre d'Art Reina Sofia (Madrid). A la mateixa va assistir també Maider Esparza. A més, en el mateix esdeveniment, van ser guardonades amb la Medalla de Bronze el conjunt espanyol de gimnàstica rítmica de 2014, conegut com El Equipaso, sent la primera vegada que les dues generacions de gimnastes es reunien. Al novembre de 2015 va formar part del jurat dels Premis Dona, Esport i Empresa, lliurats en el I Congrés Ibèric Dona, Esport i Empresa, celebrat a Càceres.
Posseeix el títol d'Entrenadora Nacional de Gimnàstica Rítmica i en l'actualitat Cabanillas es troba entrenant al Club Gimnàstica Badajoz i estudiant un màster en direcció d'empreses esportives. A més, té amb la seva parella una empresa de so, il·luminació i organització d'esdeveniments anomenada M-Sound. També ha estat monitora de les Escoles Esportives d'Olivença entre 2007 i 2009, i és assessora esportiva de la Junta d'Extremadura. Des de 2007, un pavelló esportiu porta el seu nom a Badajoz. A l'estiu és la directora tècnica de Campus Internacional de Gimnàstica Rítmica Núria Cabanillas, organitzat pel seu club des de 2007 i a què solen assistir diverses figures nacionals i internacionals.
El 23 de juliol del 2016 es va retrobar amb la resta de les Nenes d'Or a la Gala 20è Aniversari de la Medalla d'Or a Atlanta '96, que va tenir lloc al Palau de Congressos de Badajoz en el marc del X Campus Internacional de Gimnàstica Rítmica Núria Cabanillas. A l'homenatge van acudir també diverses exgimnastas de la selecció, com Carolina Pascual, Almudena Cid, Alba Caride, Ana Bautista, Carolina Malchair, Marta Calamonte, María Eugenia Rodríguez i Ana María Pelaz, així com la jutgessa internacional Maite Nadal i la coreògrafa del conjunt d'Atlanta, Marisa Mateo. El conjunt nacional júnior va realitzar a més dues exhibicions durant la gala, que va comptar igualment amb actuacions de Carolina Pascual i le participants de Campus. Es va emetre així mateix un missatge gravat de la exseleccionadora Emilia Boneva des de la seva casa de Bulgària.

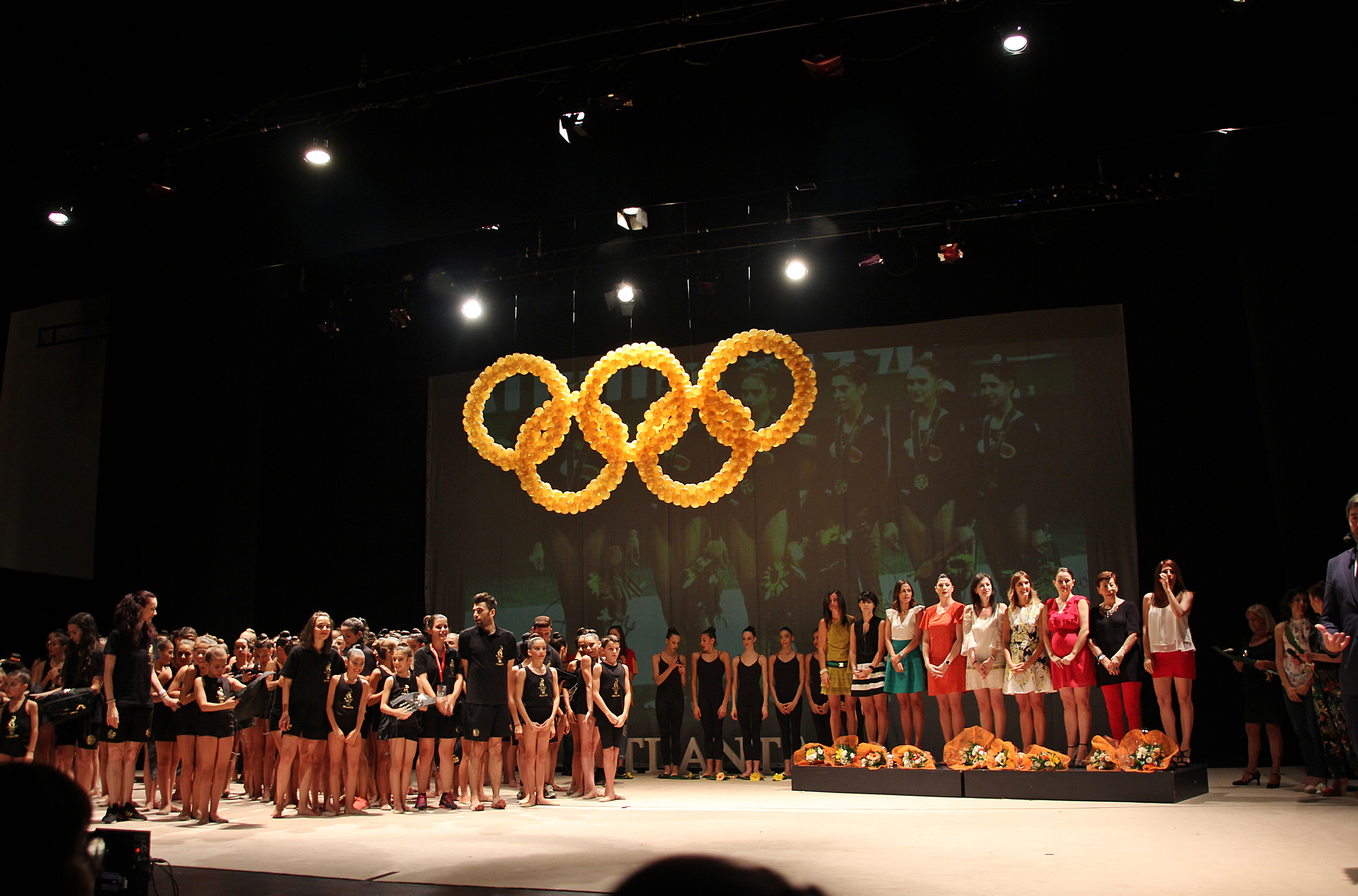
El conjunt a la Gala 20è Aniversari, 2016
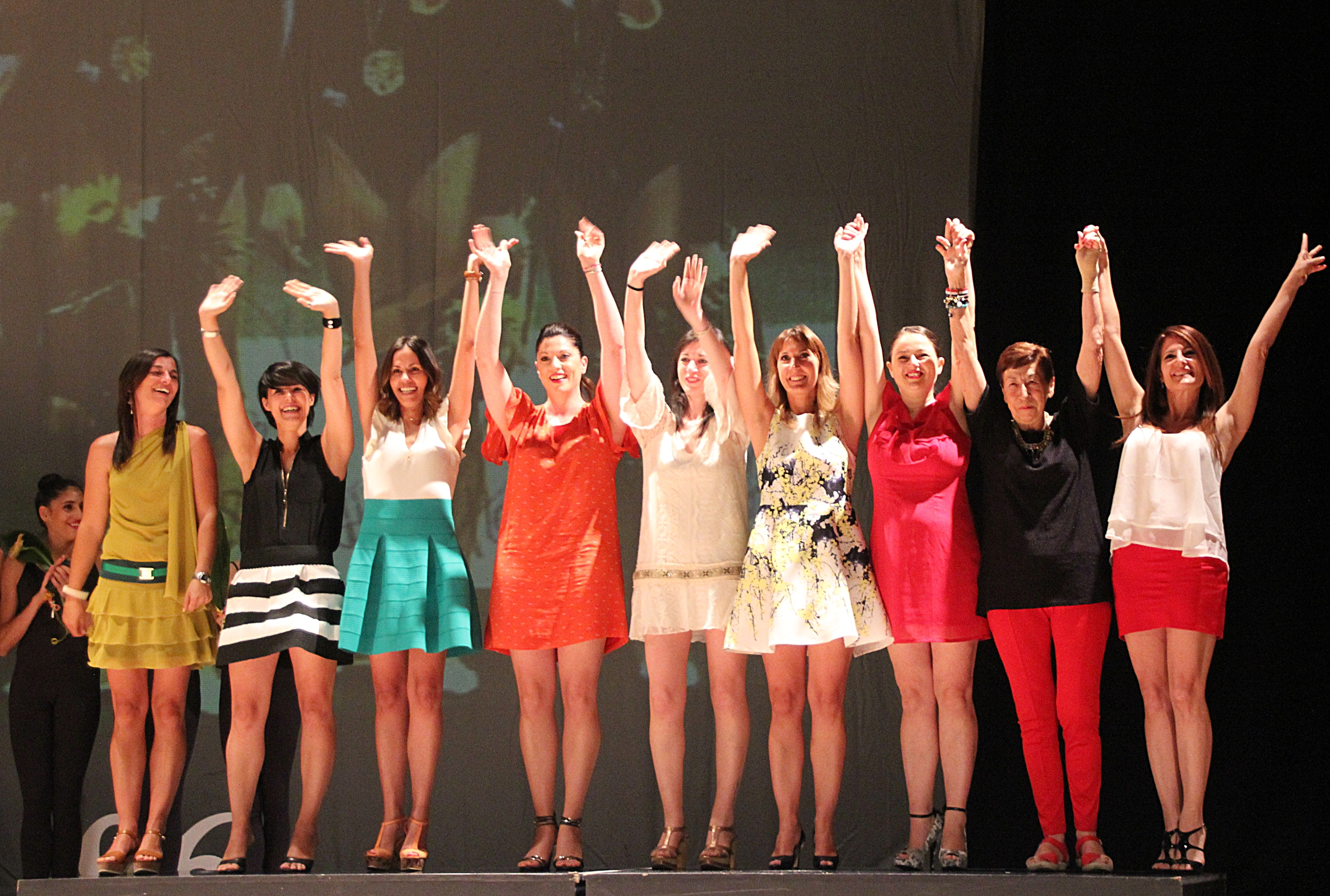
Núria (3a a la dreta) amb les altres Nenes d'Or, Maite Nadal i Marisa Mateo, a la Gala 20è Aniversari, 2016

L'agost de 2018 va tenir lloc la I Escola d'Estiu Núria Cabanillas, celebrant-se en Guareña (Badajoz). Al setembre d'aquest mateix any va viatjar junt amb diverses exgimnastas de la selecció espanyola al Mundial de Gimnàstica Rítmica de Sofia per retrobar-se amb l'ex eleccionadora nacional Emilia Boneva, organitzant-se més un sopar homenatge en honor seu. Del 27 al 28 d'octubre de 2018, les sis campiones olímpiques es van tornar a reunir a Madrid amb l'objectiu de gravar un reportatge, tornant a més al Gimnàs Moscardón, lloc on entrenaven en la seva etapa a la selecció. Sota el títol «Spain's Las Niñas de Oro», seria estrenat a nivell mundial el 2 de setembre de 2019 com l'episodi 8 de la 2a temporada del programa Legends Live On d'Eurosport 1 i Olympic Channel.
Al maig de 2019 va retransmetre junt amb la periodista Sara Carmona la prova de la Copa del Món a Guadalajara a través de retransmissió en directe oficial. El 16 de novembre de 2019, amb motiu de la mort d'Emilia Boneva, unes 70 exgimnastas nacionals, entre elles Núria, es van reunir al tapís per retre-li tribut durant l'Euskalgym. L'esdeveniment va tenir lloc davant 8.500 assistents al Bilbao Exhibition Centre de Barakaldo i va ser seguit a més d'un sopar homenatge en el seu honor.

## Llegat i influència
La excapitana del conjunt espanyol Ana María Pelaz va declarar en una entrevista el 2009 després de la seva retirada que «quan vaig veure la selecció a Atlanta '96 em vaig dir: jo vull ser com elles». La gimnasta Carolina Rodríguez, preguntada en una ocasió pels orígens de la seva passió per la rítmica, va manifestar que «el 1996, després de veure guanyar l'or a Espanya a Atlanta, amb 10 anys, vaig saber que algun dia voldria ser-hi allí, que volia ser olímpica». Alejandra Quereda, capitana del conjunt espanyol conegut com El Equipaso, preguntada el 2014 pel que per a ella havia estat el més increïble que ha passat a la gimnàstica, va contestar que «L'or d'Espanya a Atlanta. Va marcar la història de la nostra gimnàstica. Des d'aquí tot va canviar».
La seleccionadora en aquella etapa, Emilia Boneva, va concedir una entrevista a la revista Sobre el tapiz el 2016, on va recordar el moment de l'or olímpic: 
| « | Mai vaig a oblidar el nostre exercici final quan el públic, amb el pavelló ple, es va aixecar per aplaudir-nos. Va ser un moment inoblidable! Com també ho va ser el moment en què les sis noies van pujar al pòdium amb les medalles al pit, brillant com petits sols. Això no és un record, és una realitat que tinc sempre present. Aquest moment va ser el cim de la meva carrera com a entrenadora […] És molt important crear complicitat entre les gimnastes perquè juntes lluitin pel mateix objectiu. Les sis Nenes d'Or van assolir ser bones amigues i segueixen sent-ho avui dia. | » |

Després de l'estrena del documental Las Niñas de Oro el 2013, el seu director, Carlos Beltrán, es manifestava així en una entrevista al respecte de l'acollida del documental: 
| « | És impressionant la tirada que té aquesta història i la de gent que les vol. Aquestes dones i Emilia Boneva van escriure una de les més belles històries de l'esport del nostre país. Amb tots els components de l'elit i l'èpica i amb tots els de l'amistat en edat infantil. El desdeny amb què el nostre sistema relega l'oblit a aquestes noies és una cosa que s'haurà de revisar aviat, perquè no hi ha cap dret. | » |

El muntatge de 5 cèrcols de 1996 ha estat homenatjat posteriorment per altres gimnastes, com en l'exercici d'exhibició del conjunt júnior espanyol en l'Euskalgym 2012 (integrat per Paula Gómez, Sara González, Miriam Guerra, Claudia Heredia, Carmen Martínez, Victoria Plaza i Pilar Villanueva), on es feia servir, igual que en l'exercici de 1996, «America» de Leonard Bernstein, a més d'altres dos temes de banda sonora de West Side Story: «Dance at the Gym» i «Overture». El conjunt júnior espanyol de 2016 (Mónica Alonso, Victòria Cuadrillero, Clara Esquerdo, Ana Gayán, Alba Polo, Lía Rovira i Sara Salarrullana) també va homenatjar aquest exercici a la Gala 20è Aniversari de la Medalla d'Or a Atlanta '96, usant la mateixa música i emulant alguns moviments del muntatge original. A l'Euskalgym 2018, les gimnastes Saioa Agirre, Teresa Gorospe, Izaro Martín i Salma Solaun van representar també part de l'exercici durant l'homenatge a les gimnastes rítmiques olímpiques basques.

### En la cultura popular
Entre altres aparicions en la cultura popular, Núria ha servit de base per al personatge de Lucía que apareix en la sèrie de contes infantils Olympia (2014), escrits per Almudena Cid i il·lustrats per Montse Martín. Així mateix, el relat de la vida de les Nenes d'Or a la concentració nacional està present en l'autobiografia novel·lada Llàgrimes per una medalla (2008), escrita per Tania Lamarca i Cristina Gallo.
Ressenyes de la fita de la medalla olímpica apareixen en llibres com Espanyols d'or (1999) de Fernando Olmeda i Juan Manuel Gozalo, Enredant en la memòria (2015) de Paloma del Río, i Pinzellades de rítmica (2017) de Montse i Manel Martín.

## Vida personal
El 26 de maig de 2013 va ser mare per primera vegada d'una nena, Martina. El 19 de novembre de 2016 va tenir al seu segon fill, Leo.

## Equipaments
| Període      | Proveïdor  |
| ------------ | ---------- |
| 1995 - 1999  | Arena      |
| 1996 (JJ.OO) | John Smith |

## Músic dels exercicis
| Any  | Aparells                                       | Música |
| ---- | ---------------------------------------------- | --- |
| 1995 | 5 cèrcols                                      | Peça «Asturias (Leyenda)», que pertany a la Suite española, Op. 47 d'Isaac Albéniz. |
| 1995 | 3 pilotes i 2 cintes                           | Tango «Verano porteño» d'Astor Piazzolla. |
| 1995 | Exercici d'exhibició                           | Sevillana «Tócala, tócala» de Cantores de Híspalis. |
| 1996 | 5 cèrcols                                      | Barreja de diverses cançons pertanyents a musicals estatunidencs, principalment «America» (composta per Leonard Bernstein i inclosa a West Side Story), «I Got Rhythm» i «Embraceable You» (compostes per George Gershwin i que van aparèixer a la banda sonora d'Un americà a París. |
| 1996 | 3 pilotes i 2 cintes                           | «Amanecer andaluz». |
| 1997 | 5 pilotes                                      | Barreja de cançons d'Édith Piaf, como «Non, je ne regrette rien» i «Hymne à l'amour». |
| 1997 | 3 pilotes i 2 cintes                           | «Las cosas del querer», copla composta por Quintero, León y Quiroga. |
| 1998 | 5 pilotes                                      | Tango «El vaivén», de José Luis Barroso. |
| 1998 | 3 cintes i 2 cèrcols                           | Sevillana «Juego de luna y arena» (inspirada en un poema de Lorca), de José Luis Barroso. |
| 1999 | 10 maces                                       | «Babelia», de Chano Domínguez, Hozan Yamamoto i Javier Paxariño. |
| 1999 | 3 cintes i 2 cèrcols                           | «Zorongo gitano», cançó popular espanyola adaptada per Federico García Lorca i La Argentinita. |
| 1999 | Exercici d'exhibició (mans lliures)            | «Balanca», tema flamenc. |
| 2000 | Exercici d'exhibició (mans lliures, 5 cèrcols) | Barreja de cançons dels temes «Anahita Will Sustain You» de Jamshied Sharifi i «Illumination» de Secret Garden. |

## Palmarès esportiu

### A nivell de club
| 1995 - Campionat d'Espanya individual en Alacant Bronze en concurs general (categoria d'honor) |

### Selecció espanyola
| 1994 - Campionat d'Europa de Tessalònica 5è lloc en final (6 cercols) 1995 - Torneig Internacional de Portimão Bronze en concurs general 1995 - Campionat d'Europa de Praga Bronze en concurs general Bronze en 5 cèrcols Plata en 3 pilotes i 2 cintes - Alfred Vogel Cup Or en concurs general Or en 5 cèrcols Or en 3 pilotes i 2 cintes - International Group Masters Hannover Plata en concurs general - Campionat del Món de Viena Plata en concurs general Plata en 5 cercols Or en 3 pilotes i 2 cintes - Epson Cup Bronze en concurs general 1996 - Kalamata Cup Or en concurs general - DTB-Pokal Karlsruhe Bronze en concurs general Or en 5 cèrcols Or en 3 pilotes i 2 cintes - Ciutat de Saragossa Or en concurs general Or en 5 cèrcols Or en 3 pilotes i 2 cintes - Campionat del Món de Budapest Plata en concurs general 4t lloc en 5 cèrcols Or en 3 pilotes i 2 cintes - Jocs Olímpics d'Atlanta 1996 2n lloc en preliminars Or en final i diploma olímpic - Epson Cup Plata en concurs general 1997 - Ciutat d'Ibiza Plata en concurs general - Gran Trofeu Campofrío Plata en concurs general | 1997 (continuació) - Campionat d'Europa de Patras 4t lloc en concurs general Plata en 5 pilotes Bronze en 3 pilotes i 2 cintes 1998 - Thiais* Or en concurs general Or en 5 pilotes Or en 3 cintes i 2 cèrcols - Kalamata Cup* Plata en concurs general Or en 5 pilotes Or en 3 cintas i 2 cèrcols - Budapest Tournament* Or en concurs general Or en 5 pilots Or en 3 cintes i 2 cèrcols - Estella International* Or en concurs general - Campionat del Món de Sevilla* Plata en concurs general 7è lloc en 5 pilotes Or en 3 cintes i 2 cèrcols 1999 - Kalamata Cup* 7è lloc en concurs general Bronze en 10 maces - Thiais* 4t lloc en concurs general 4t lloc en 10 maces Bronze en 3 cintes i 2 cèrcols - Budapest Tournament* Or en concurs general 4t lloc en 10 maces Or en 3 cintes i 2 cèrcols - Campionat d'Europa de Budapest* 7è lloc en concurs general Bronze en 3 cintes i 2 cercols - DTB-Pokal de Bochum* 6è lloc en concurs general 5è lloc en 10 maces Plata en 3 cintes i 2 cèrcols - Campeonato del Món d'Osaka* 7è lloc en concurs general 6è lloc en 10 maces 6è lloc en 3 cintes i 2 cèrcols |

* Com a suplent de l'equip en sengles exercicis

## Premis, reconeixements i distincions
- Guardonada en la XVI Gala Nacional de l'Esport de l'Associació Espanyola de la Premsa Esportiva (1996)[101]
- Medalla d'Extremadura, atorgada per la Junta d'Extremadura (1996)[102]
- Ordre Olímpica, atorgada pel COE (1996)[103]
- Placa d'Or de la Reial Ordre del Mèrit Esportiu, atorgada pel Consell Superior d'Esports (1996)[104][105][106]
- Guardonada en la XVII Gala Nacional de l'Esport de l'Associació Espanyola de la Premsa Esportiva (1997)[107][108]
- Copa Baró de Güell al millor equip espanyol, atorgada pel Consell Superior d'Esports i lliurada en els Premis Nacionals de l'Esport de 1996 (1997)[109][110][111]
- Filla Predilecta de la ciutat de Badajoz
- Premi Longines a l'Elegància en el Campionat del Món de Sevilla (1998)[56]
- Millor grup atlètic en els Guardons Nacionals al Mèrit Esportiu Inter Gym's Or 2005 (2006)[112]
- Homenatjada (junt amb la resta del conjunt campió olímpic) a la Gala Anual de la Reial Federació Espanyola de Gimnàstica (2006)[61]
- Premi Terra i Llibertat Pablo Naranjo Porras en categoria regional (2012)[113][114]
- Guardonada (junt amb la resta de medallistes olímpics espanyols) a la Gala del Centenari del COE (2012)[115][116][117]
- Medalla Euskalgym (junt amb les altres Nenes d'Or) a la IX Gala Internacional de Gimnàstica Rítmica Euskalgym (2014)[62][63][64][65][66]
- Homenatjada a la Gala 25è Aniversari de José Luis Vela (2015)[118]
- Medalla d'Or de la Reial Ordre del Mèrit Esportiu, atorgada pel Consell Superior d'Esports (2015)[71][119][120][121]
- Diploma acreditatiu i targeta olímpica, atorgats pel COE a la Gala 20è Aniversari de la Medalla d'Or a Atlanta '96 (2016)
- Premi especial Patrocina un Esportista en els X Premis Empresarials Grup ROS (2017)[122]
- Premi Important d'Alconchel, atorgat per l'Ajuntament d'Alconchel (2017)[123]
- Premi per la seva carrera esportiva en la Gala de l'Esport de Trujillo (2017)[124] [122]
- Premi a la Trajectòria d'Esportista Regional d'Elit (junt amb Laura Campos) a la V Gala de l'Esport de Quintana de la Serena (2018)[125][126]

### Altres honors
- El «Pabelló Nuria Cabanillas» del barri de San Roque (Badajoz) va ser batejat així el 16 de maig de 2007 en honor seu.

## Filmografia

### Pel·lícules
| Pel·lícules | Pel·lícules      | Pel·lícules  | Pel·lícules | Pel·lícules    |
| Any         | Títol            | Personatge   | Notes       | Director       |
| ----------- | ---------------- | ------------ | ----------- | -------------- |
| 2013        | Las Niñas de Oro | Ella mateixa | Documental  | Carlos Beltrán |

### Programes de televisió
| Programes de televisió | Programes de televisió | Programes de televisió        | Programes de televisió                                                                              |
| Any                    | Títol                  | Cadena                        | Notes                                                                                               |
| ---------------------- | ---------------------- | ----------------------------- | --------------------------------------------------------------------------------------------------- |
| 1996                   | Día a día              | Telecinco                     | Convidada junt amb la resta del conjunt espanyol campió olímpic                                     |
| 1997                   | XVII Gala del Deporte  | La 2 de TVE                   | Premiada                                                                                            |
| 2000                   | Línea 900              | La 2 de TVE                   | Aparició al reportatge «La otra cara de la medalla»                                                 |
| 2008                   | Regreso al futuro      | Canal Sur TV                  | Entrevistada al reportatge                                                                          |
| 2012                   | Londres en juego       | Teledeporte                   | Redifusió de la final de conjunts de gimnàstica rítmica a Atlanta 1996                              |
| 2014                   | Euskalgym 2014         | ETB 1                         | Homenatjada                                                                                         |
| 2016                   | Estrellas              | Canal Extremadura             | Entrevistada al reportatge                                                                          |
| 2016                   | Mujer y deporte        | Teledeporte                   | Entrevistada al reportatge                                                                          |
| 2019                   | Legends Live On        | Eurosport 1 i Olympic Channel | Protagonista del reportatge «Spain's Las Niñas de Oro» junt amb la resta del conjunt campió olímpic |

### Publicitat
- Dos anuncis de Cola Cao (1996). Va aparèixer junt amb la resta de l'equip de la selecció espanyola en dos anuncis de televisió per a Cola Cao, llavors patrocinador del Programa ADO.[16]
- Anunci de Campofrío (1996). Va aprèixer junt amb la resta de l'equip de la selecció espanyola en un anunci de televisio de l'empresa càrnia, llavors patrocinadora de la Federació.